# إميلي بيرجل
إميلي بيرجل (بالإنجليزية: Emily Bergl) هي مغنية وممثلة أمريكية وبريطانية، ولدت في 25 أبريل 1975 بميلتون كينز في المملكة المتحدة.

## أعمال

### أفلام
- (2006) فرو

### مسلسلات
- بنات غيلمور
- ذا غود وايف
- ميامي
- هاواي فايف أو

## وصلات خارجية
- إميلي بيرجل على موقع IMDb (الإنجليزية)
- إميلي بيرجل على موقع ألو سيني (الفرنسية)
- إميلي بيرجل على موقع أول موفي (الإنجليزية)
- إميلي بيرجل على موقع قاعدة بيانات برودواي على الإنترنت (الإنجليزية)
- إميلي بيرجل على موقع قاعدة بيانات الأفلام السويدية (السويدية)
- إميلي بيرجل على موقع إن إن دي بي (الإنجليزية)
- إميلي بيرجل على موقع قاعدة بيانات الفيلم (الإنجليزية)
- إميلي بيرجل على موقع كينوبويسك (الروسية)